# Fisktjärnen, Norrbotten
Fisktjärnen är en sjö i Bodens kommun i Norrbotten och ingår i Luleälvens huvudavrinningsområde.